# كلية القانون جامعة واسط
أُسست كلية القانون في جامعة واسط في 2 مارس 2006. وكان مقرها في قضاء النعمانية التابع لمحافظة واسط، وبعدها تم نقل الكلية إلى المبنى الجديد في مجمع كليات الجامعة، ويكون فيها القبول مركزيا يقبل فيهـا خريجوا الدراسة الإعدادية بفرعيها العلمي والأدبي على وفق الضوابط المعتمدة رسميا وتكون مـدة الدراسة فيـها أربـع سنوات يـمنح المتخرج فيها شهـادة البكالوريوس في القانون. والدراسة فيها فقط الصباحية ولاتوجد فيها دراسات مسائية في الوقت الحالي.

## فروع الكلية
- فرع القانون العام
- فرع القانون الجنائي

## موقع الكلية الإلكتروني
http://law.uowasit.edu.iq